# I. B třída Středočeského kraje
I. B třída Středočeského kraje patří společně s ostatními prvními B třídami mezi sedmé nejvyšší fotbalové soutěže v Česku, dělí se na 4 skupiny (A, B, C a D). Je řízena Středočeským krajským fotbalovým svazem. Hraje se každý rok od léta do jara se zimní přestávkou, v každé skupině se ji účastní 14 týmů z oblasti Středočeského kraje, každý s každým hraje jednou na domácím hřišti a jednou na hřišti soupeře. Celkem se tedy hraje 26 kol. Vítězem se stává tým s nejvyšším počtem bodů v tabulce a postupuje do I. A třídy Středočeského kraje. Poslední dva týmy sestupují do příslušné II. třídy. Do Středočeské I. B třídy vždy postupuje vítěz dané II. třídy.
- skupina A – hrají zde týmy z okresů: Beroun, Kladno, Praha-západ (sever), Rakovník
- skupina B – hrají zde týmy z okresů: Mělník, Mladá Boleslav, Praha-východ (sever)
- skupina C – hrají zde týmy z okresů: Kolín, Kutná Hora, Nymburk
- skupina D – hrají zde týmy z okresů: Benešov, Praha-východ (jih), Praha-západ (jih), Příbram

Od sezóny 2024/2025 hraje 1.B třídu 56 účastníků, ve 4 skupinách (místo předchozích 70 účastníků v 5 skupinách), čímž se ruší dosavadní skupina E.

## Vítězové

### 1. B třída skupina A
| Ročník    | Vítězný tým                                 |
| --------- | ------------------------------------------- |
| 2003/2004 | FC Velká Dobrá                              |
| 2004/2005 | Slovan Velvary                              |
| 2005/2006 | FK Kněževes                                 |
| 2006/2007 | TJ Sokol Tuchoměřice                        |
| 2007/2008 | TJ Sokol Lidice                             |
| 2008/2009 | AFK Loděnice                                |
| 2009/2010 | Sokol Braškov                               |
| 2010/2011 | Sokol Hostouň                               |
| 2011/2012 | Slovan Velvary                              |
| 2012/2013 | TJ Dynamo Nelahozeves                       |
| 2013/2014 | FC 05 Zavidov                               |
| 2014/2015 | SK Doksy                                    |
| 2015/2016 | TJ SK Hřebeč                                |
| 2016/2017 | TJ SK Hřebeč                                |
| 2017/2018 | FC Čechie Velká Dobrá                       |
| 2018/2019 | FC 05 Zavidov                               |
| 2019/2020 | FC 05 Zavidov - nedohráno z důvodu Covid-19 |
| 2020/2021 | nedohráno z důvodu Covid-19                 |
| 2021/2022 | SK Kladno „B“                               |
| 2022/2023 | TJ Sokol Tuchoměřice                        |
| 2023/2024 | Sokol Dobrovíz                              |
| 2024/2025 | Mšec - Nové Strašecí                        |

### 1. B třída skupina B
| Ročník    | Vítězný tým                               |
| --------- | ----------------------------------------- |
| 2003/2004 | SK Benátky nad Jizerou                    |
| 2004/2005 | AFK Hořín                                 |
| 2005/2006 | AFK Hořín                                 |
| 2006/2007 | Sokol Luštěnice                           |
| 2007/2008 | Sportovní sdružení Ostrá                  |
| 2008/2009 | SK Rejšice                                |
| 2009/2010 | TJ Sokol Lidice                           |
| 2010/2011 | FK Dlouhá Lhota                           |
| 2011/2012 | Sokol Luštěnice                           |
| 2012/2013 | FK Dobrovice „B“                          |
| 2013/2014 | FC Horky nad Jizerou                      |
| 2014/2015 | FK Brandýs nad Labem                      |
| 2015/2016 | SK Kosmonosy                              |
| 2016/2017 | TJ Kly                                    |
| 2017/2018 | Dolnobousovský SK                         |
| 2018/2019 | FC Mělník                                 |
| 2019/2020 | AFK Libčice - nedohráno z důvodu Covid-19 |
| 2020/2021 | nedohráno z důvodu Covid-19               |
| 2021/2022 | FK Kralupy 1901                           |
| 2022/2023 | SK Kosmonosy „B“                          |
| 2023/2024 | AFK Eletis Lužec nad Vltavou              |
| 2024/2025 | SK Benátky nad Jizerou B                  |

### 1. B třída skupina C
| Ročník    | Vítězný tým                                       |
| --------- | ------------------------------------------------- |
| 2003/2004 | TJ Sokol Kosořice                                 |
| 2004/2005 | TK Slovan Lysá nad Labem                          |
| 2005/2006 | SK Sokoleč                                        |
| 2006/2007 | FC Velim „B“                                      |
| 2007/2008 | FC Velim „B“                                      |
| 2008/2009 | SK Polaban Nymburk „B“                            |
| 2009/2010 | SK Sokoleč                                        |
| 2010/2011 | FC Velim „B“                                      |
| 2011/2012 | FK Říčany                                         |
| 2012/2013 | Sportovní sdružení Ostrá                          |
| 2013/2014 | Čechie Vykáň                                      |
| 2014/2015 | TJ Libice nad Cidlinou                            |
| 2015/2016 | FK Polepy                                         |
| 2016/2017 | TJ FC Tuchoraz                                    |
| 2017/2018 | SK Sokoleč                                        |
| 2018/2019 | Fotbal Hlízov                                     |
| 2019/2020 | SK Slovan Poděbrady - nedohráno z důvodu Covid-19 |
| 2020/2021 | nedohráno z důvodu Covid-19                       |
| 2021/2022 | Sokol Býchory                                     |
| 2022/2023 | FC Velim „B“                                      |
| 2023/2024 | SK Městec Králové                                 |
| 2024/2025 | SK Český Brod B                                   |

### 1. B třída skupina D
| Ročník    | Vítězný tým                             |
| --------- | --------------------------------------- |
| 2003/2004 | SK Pyšely                               |
| 2004/2005 | FK Čáslav „B“                           |
| 2005/2006 | TJ Kunice                               |
| 2006/2007 | SK Olbramovice                          |
| 2007/2008 | SK Pyšely                               |
| 2008/2009 | SK Pyšely                               |
| 2009/2010 | TJ Slavia Louňovice                     |
| 2010/2011 | SK Kostelec u Křížků                    |
| 2011/2012 | SK Posázavan Poříčí nad Sázavou         |
| 2012/2013 | SK Votice                               |
| 2013/2014 | Sokol Nespeky                           |
| 2014/2015 | FK Zbuzany 1953                         |
| 2015/2016 | TJ Jawa Divišov                         |
| 2016/2017 | TJ Sokol Vyšehořovice                   |
| 2017/2018 | Spartak Průhonice                       |
| 2018/2019 | SK Slavia Jesenice                      |
| 2019/2020 | FC Jevany - nedohráno z důvodu Covid-19 |
| 2020/2021 | nedohráno z důvodu Covid-19             |
| 2021/2022 | FC Jevany                               |
| 2022/2023 | TJ Sokol Sedlec-Prčice                  |
| 2023/2024 | FK Říčany                               |
| 2024/2025 | FK Lety                                 |

### 1. B třída skupina E
| Ročník    | Vítězný tým                                |
| --------- | ------------------------------------------ |
| 2003/2004 | FK Slavoj Řevnice                          |
| 2004/2005 | Spartak Rožmitál                           |
| 2005/2006 | Sokol Mníšek pod Brdy                      |
| 2006/2007 | TJ Sokol Milín – Ligmet                    |
| 2007/2008 | AFK Loděnice                               |
| 2008/2009 | TJ Sokol Nečín                             |
| 2009/2010 | SK Kostelec u Křížků                       |
| 2010/2011 | SK Všenorský                               |
| 2011/2012 | TJ Jíloviště                               |
| 2012/2013 | –                                          |
| 2013/2014 | FK Lety                                    |
| 2014/2015 | TJ Mongeo Podlesí                          |
| 2015/2016 | Union Cerhovice                            |
| 2016/2017 | SK Tochovice                               |
| 2017/2018 | SK Petrovice u Sedlčan                     |
| 2018/2019 | SK Chlumec                                 |
| 2019/2020 | SK Černolice - nedohráno z důvodu Covid-19 |
| 2020/2021 | nedohráno z důvodu Covid-19                |
| 2021/2022 | TJ Ligmet Milín                            |
| 2022/2023 | SK Rapid Psáry                             |
| 2023/2024 | FK Olympie Zdice                           |